# داريل باول
داريل باول (بالإنجليزية: Darryl Powell)‏ (مواليد 15 نوفمبر 1971) هو لاعب كرة قدم. يلعب مع منتخب جامايكا لكرة القدم. سبق له أن لعب في كأس العالم لكرة القدم مع منتخب بلاده.

## مسيرته الكروية
لعب داريل باول خلال مسيرته الاحترافية مع 6 أندية في تسعة عشر موسمًا وسجل خلالها 26 هدفًا ضمن 387 مباراة. ولم يفز بأي موسم بالكأس أو بالدوري.
خاض داريل باول مسيرته مع نادي بورتسموث في موسم 1988–89 ليلعب معه سبعة مواسم، مشاركًا في 132 مباراة سجل خلالها 16 هدفًا. ثم انتقل إلى نادي ديربي كاونتي في موسم 1995–96 ليلعب معه سبعة مواسم، حيث شارك في 207 مباراة سجل خلالها 10 أهداف. لينتقل بعدها إلى نادي شيفيلد وينزداي في موسم 2002–03 لمدة موسم واحد، مشاركًا في 8 مباريات ولم يسجل أي هدف. ثم انتقل إلى نادي كولورادو رابيدز في عامي 2003-2005 ولمدة موسمين، مشاركًا في 18 مباراة ولم يسجل أي هدف أيضًا. هذا وانتقل لاحقًا إلى نادي نوتينغهام فورست في موسم 2004–05 لمدة موسم واحد، مشاركًا في 11 مباراة ولم يسجل أي هدف أيضًا.

## روابط خارجية
- داريل باول على موقع الاتحاد الدولي (مؤرشف)  (الإنجليزية)
- داريل باول على موقع الدوري الأمريكي (الإنجليزية)
- داريل باول على موقع قاعدة بيانات كرة القدم.إي يو (الإنجليزية)
- داريل باول على موقع ناشيونال فوتبول تيمز (الإنجليزية)
- داريل باول على موقع Soccerbase.com (لاعب) (الإنجليزية)
- داريل باول على موقع عالم كرة القدم.نت (الإنجليزية)